# Попов, Андрей Кириллович
Андрей Кириллович Попов (1916—1976) — участник Великой Отечественной войны, командир экипажа 11-го гвардейского авиаполка (9-я гвардейская авиадивизия, 6-й авиационный корпус дальнего действия), гвардии старший лейтенант. Герой Советского Союза (1944).

## Биография
Родился 30 сентября 1916 года в Астрахани в семье рабочего. Русский.
Окончил 7 классов школы, и после её окончания семья переехала в Сталинград. Андрей работал на пристани, помощником кочегара. Затем, окончив школу ФЗУ, работал слесарем на заводе. С 1933 года учился в аэроклубе.
В Красной Армии — с 1938 года. В 1940 году окончил Сталинградское военное авиационное училище лётчиков. Член ВКП(б)/КПСС с 1943 года.
В боях Великой Отечественной войны — с июня 1941 года. Попов воевал командиром экипажа в 14-м бомбардировочном авиационном полку (22-я авиационная дивизия ДБА). Позже 14-й авиаполк АДД стал 11-м гвардейским. Летал на тяжёлых бомбардировщиках «ТБ-3», «Ли-2». Зимой 1941—1942 самолёты полка доставляли продовольствие в осаждённый Ленинград. С января по май 1942 года экипажи полка продолжали действовать в интересах Северо-Западного фронта в составе транспортной авиагруппы особого назначения майора Поликарпова. В марте 1942 года ДБА была преобразована в авиацию дальнего действия (АДД). Полк Попова вошёл в состав 62-й авиационной дивизии ДД. Принимал участие в боях за города Сталинград, Брянск, Орел, Харьков, Полтаву, освобождал Крым.
А. К. Попов отличился в боях за город Рославль. Однажды его самолёт окружили 4 «мессершмитта», погибли все члены экипажа, самолёт получил 5 пробоин. Почти на бреющем полёте лётчик сбросил бомбы на цель — скопление автомашин и танков. Затем принял бой с истребителями противника, подбил один самолёт, а подоспевшие советские истребители «Як» уничтожили остальных.
К октябрю 1943 года Попов совершил 228 боевых ночных вылетов на бомбардировку железнодорожных станций, аэродромов, скоплений войск противника, выполнял задания в сложных метеорологических условиях. В воздушных боях его экипаж сбил 9 самолётов врага. Всего за период Великой Отечественной войны Андрей Кириллович совершил 285 боевых вылетов.
После войны А. К. Попов продолжал службу в Военно-воздушных силах. В 1952 году окончил Высшую лётно-тактическую школу командиров частей дальней авиации. С 1958 года подполковник А. К. Попов — в запасе.
До 1969 года проживал в городе Шахты Ростовской области. С 1969 по 1976 годы жил в городе Волгограде.
6 сентября 1976 года погиб в автомобильной катастрофе.

## Награды
- За проявленное в боях мужество и отвагу указом Президиума Верховного Совета СССР от 13 марта 1944 года гвардии старшему лейтенанту Попову А. К. было присвоено звание Героя Советского Союза (медаль № 3378).
- Награждён двумя орденами Ленина, орденом Красного Знамени, Отечественной войны 1 степени, двумя орденами Красной Звезды, медалями.

## Память
- Мемориальная доска Герою установлена на жилом доме в Центральном районе Волгограда по улице Невской, 6а, где сказано: «В этом доме с 1969 по 1976 год жил Герой Советского Союза полковник Попов Андрей Кириллович».
- Бюст героя находится у школы № 1 города Урюпинска Волгоградской области.